# Sathonay-Camp
Sathonay-Camp – miejscowość i gmina we Francji, w regionie Owernia-Rodan-Alpy, w departamencie Rodan.
Według danych na rok 1990 gminę zamieszkiwały 4673 osoby, a gęstość zaludnienia wynosiła 2384 osób/km² (wśród 2880 gmin regionu Rodan-Alpy Sathonay-Camp plasuje się na 183. miejscu pod względem liczby ludności, natomiast pod względem powierzchni na miejscu 1690.).